# Michael Lord
Pour les articles homonymes, voir Lord.
Michael Nicholson Lord, baron Framlingham (né le 17 octobre 1938) est un homme politique britannique et est député conservateur du Central Suffolk et de North Ipswich entre 1997 et 2010 après l'avoir été pour Central Suffolk de 1983 à 1997.
Il est le deuxième vice-président de Ways and Means, l'un des vice-présidents de la Chambre des communes, de 1997 à 2010.

## Biographie
Il fréquente le Christ's College, Cambridge, où il obtient une maîtrise en agriculture en 1962 et un bleu pour l'union de rugby en tant que centre. Il joue au rugby en club pour Bedford. Il est un ancien président de l'Association arboricole .
Il se présente à Manchester Gorton en 1979 et est élu pour la première fois en tant que député de Central Suffolk en 1983.
Il est vice-président de la Chambre des communes à partir de 1997 et n'a donc pas pris de position politique ni voté à la Chambre. Avant cela, il est l'un des rebelles de Maastricht. Il est fait chevalier en 2001.
Il ne se représente pas aux élections générales de 2010.
Le 19 novembre 2010, il est créé pair à vie et siège comme conservateur à la Chambre des lords présenté le 18 janvier 2011, avec le titre de baron Framlingham, de Eye dans le comté de Suffolk. Bien que les pairs de vie utilisent généralement leur nom de famille dans leur titre, il est informé qu'il ne pouvait pas devenir «Lord Lord»; bien que ce surnom ait depuis été utilisé occasionnellement pour plaisanter.
Il épouse Jennifer Margaret Childs en 1965 et ils ont un fils et une fille.